# Humbert Torres i Barberà
Humbert Torres i Barberà   (Mont-roig, 28 d'agost de 1879 - Barcelona, 10 de febrer de 1955) fou un metge i polític català, diputat a les Corts Espanyoles durant la Segona República.

## Biografia
Fill del també metge i republicà Marià Torres Castellà, el 1881 es traslladà a Lleida amb tota la seva família. Es llicencià en Medicina a la Universitat de Barcelona el 1902. Participà en els Congressos de Metges de Llengua Catalana des de 1913, i presentà una ponència sobre la immortalitat al congrés internacional de Medicina celebrat a Lieja el 1922. Publicà treballs sobre educació sexual i tractament de la sífilis i dirigí la revista Informació Mèdica de Lleida. El 1936 participà en el Diccionari de Medicina del doctor Manuel Corachan.
A banda de la seva activitat mèdica, Torres va mostrar un interès per la parapsicologia i l'espiritisme, influenciat per la seva mare, que era mèdium, i pel seu pare, fundador del primer centre espiritista de Lleida. Va traduir al català diverses obres d'espiritistes internacionals i va escriure Defensa de la metapsíquica (1929) i el manuscrit Mi libro de metapsíquica. Los puntos cruciales (1946-1948).
Casat amb Maria Perenya (1889-1928), d’aquest matrimoni nasqueren tres fills: el poeta Màrius Torres (1910-1942), el polític Víctor Torres (1915-2011) i Núria Torres (1922-2000).
El seu fons està dipositat a la Universitat de Lleida i està format per la seva biblioteca i per diversa documentació personal.

## Activitat política
Torres va establir una estreta amistat amb Francesc Layret, la qual el va motivar a col·laborar activament amb els diaris L'Opinió i La Humanitat. Juntament amb Alfred Perenya, Lluís Companys, Pere Mias, Marcel·lí Armengol i Josep Maria Espanya, va fundar l'Associació Escolar Republicana, que posteriorment es transformà en Joventut Republicana de Lleida (que presidí el 1908 i el 1913). El 1915 es va unir al Bloc Republicà Autonomista i el 1917 al Partit Republicà Català.
Des de 1905 fou paer de Lleida i va exercir de paer en cap entre 1917 i 1920, període en què va dur a terme una important reforma municipal. També fou membre del Centre Excursionista de Lleida.
Durant la dictadura de Primo de Rivera. Torres es dedicà a l'activitat mèdica. Amb la proclamació de la Segona República Espanyola, va ingressar a Esquerra Republicana de Catalunya (ERC), on va ser diputat a les Corts Constituents i defensà l'estatut de Núria. Va ser diputat també al Parlament de Catalunya per Lleida, on formà part de diverses comissions parlamentàries i contribuí a l'elaboració de legislació sanitària. Tot i mantenir una bona relació amb els membres del grup de L'Opinió, intentà evitar l'escissió del Partit Nacionalista Republicà d'Esquerra i es mantingué fidel a ERC. Tanmateix, no secundà els Fets del sis d'octubre de 1934 i va desaprovar les accions del seu partit.

### Guerra Civil i exili
Durant la Guerra Civil, Humbert Torres no participà directament en la política activa i va viure a Lleida. Quan acabà el conflicte, marxà a l'exili a Occitània, juntament amb Martí Barrera, Antoni Puch i Ferrer, Andreu Claret, Lluís Capdevila, Salvador Perarnau, Joan Alavedra, Màrius Aguilar, Emili Vigo i Nicolau Battestini, entre altres. Hi va col·laborar en diverses publicacions com La Humanitat, El Poble Català i Quaderns de l'exili. El 1945 fou assessor del president de la Generalitat a l'exili, Josep Irla. El 1953 va establir-se a Barcelona, on va morir el 1955.